# Benken (Biel-Benken)
Benken (toponimo tedesco) è una frazione del comune svizzero di Biel-Benken, nel Canton Basilea Campagna (distretto di Arlesheim).

## Storia

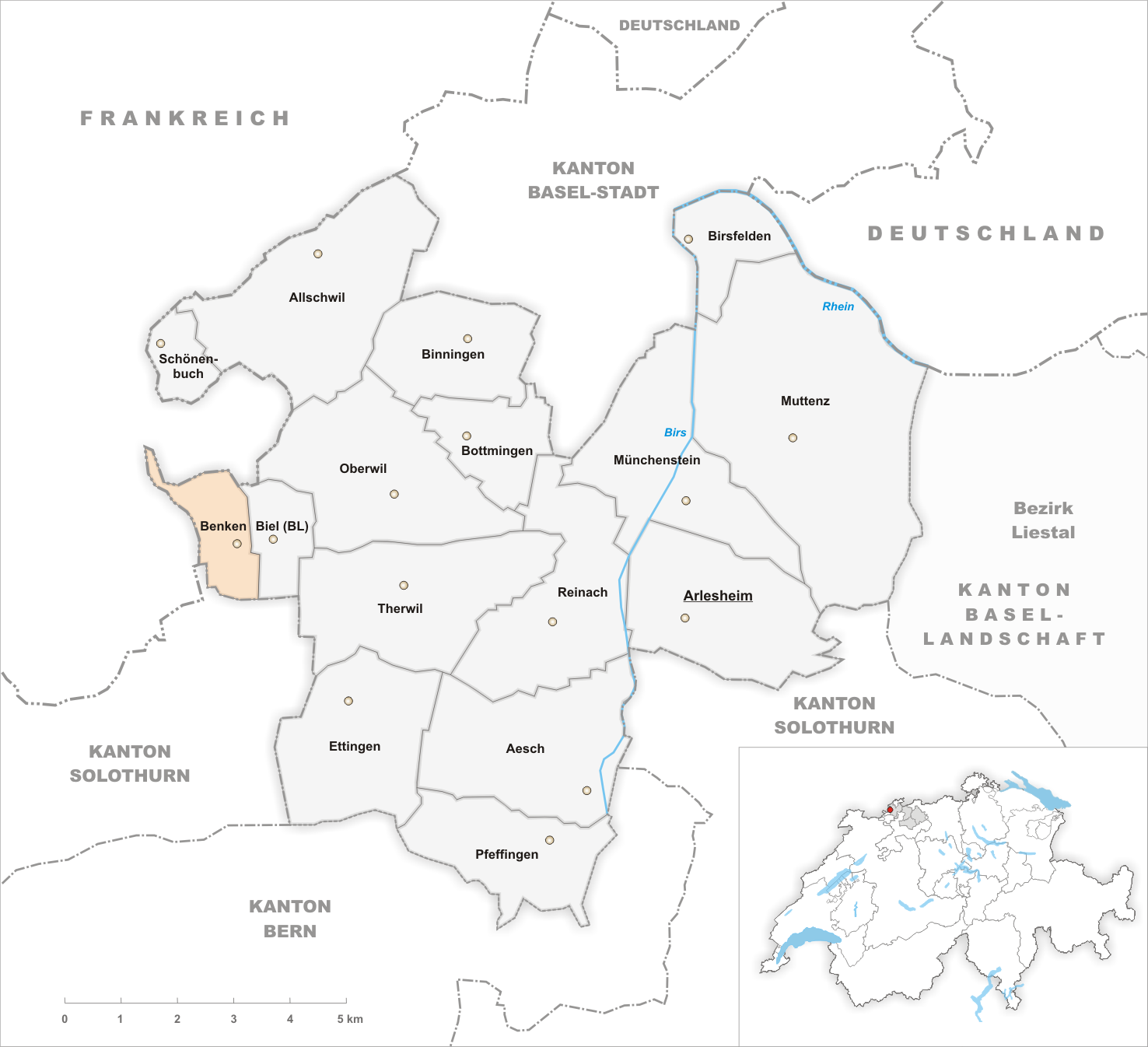
Il territorio del comune di Benken prima degli accorpamenti comunali del 1972

Già comune autonomo, nel 1972 è stato accorpato all'altro comune soppresso di Biel per formare il nuovo comune di Biel-Benken.

## Monumenti e luoghi d'interesse

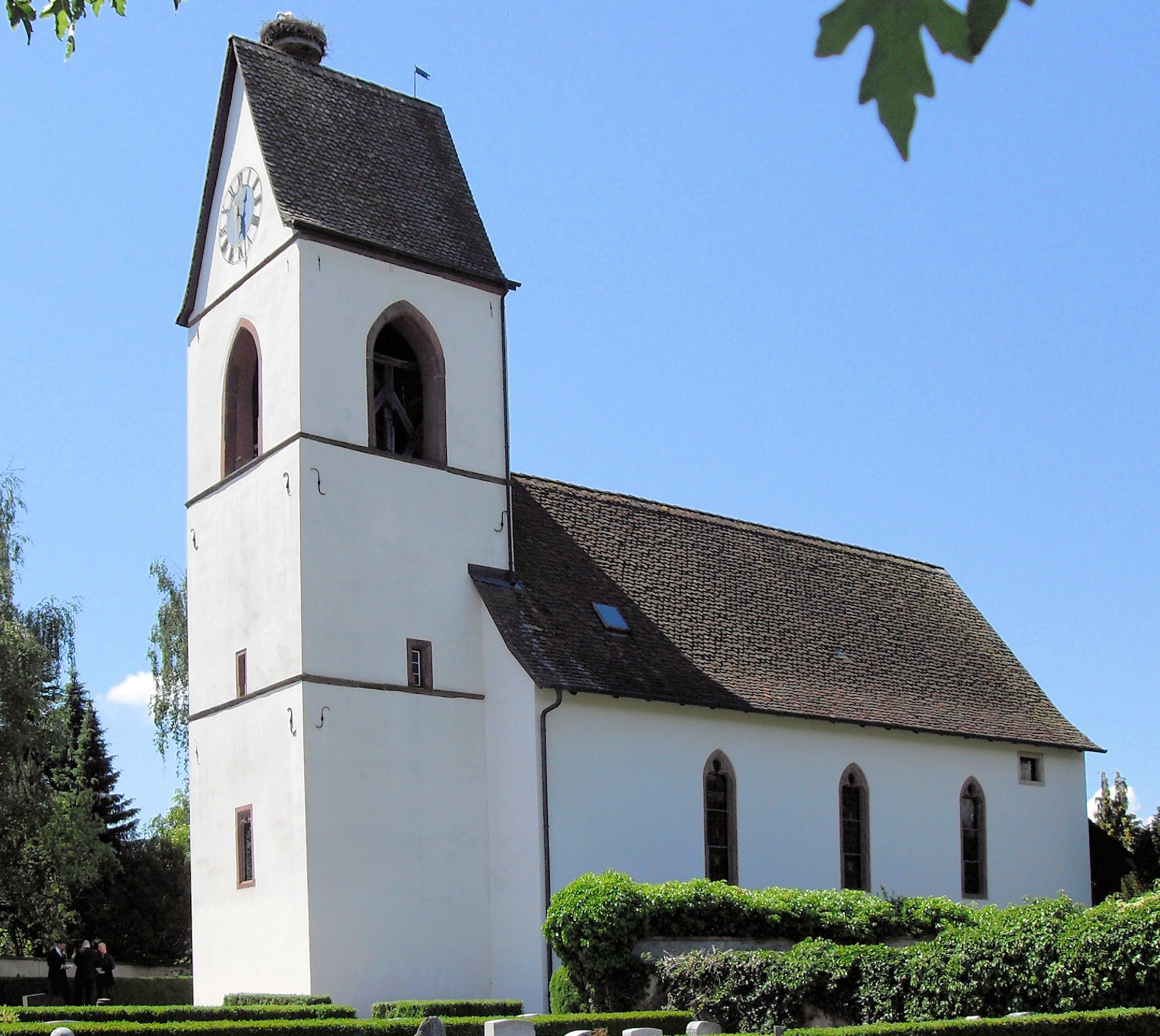
La chiesa riformata

- Chiesa riformata, attestata dal 1302-1305 e ricostruita nel 1621[1].

## Società

### Evoluzione demografica
L'evoluzione demografica è riportata nella seguente tabella:
Abitanti censiti